# Junkers A 48
Die Junkers A 48 war ein einmotoriges deutsches Sport- und Schulflugzeug, ausgelegt als Tiefdecker in Ganzmetallbauweise für zwei Personen. Die militärische Variante des Flugzeuges war die Junkers K 47.

## Entwicklung
Die Junkers A 48 war mit einem Sternmotor ausgerüstet. Der Erstflug fand am 15. September 1929 statt. Insgesamt wurden sieben Stück vom Typ A48 gebaut und in Deutschland zugelassen. Sieben weitere sind an das schwedische Zweigwerk AB Flygindustri nach Limhamn in Teilen geliefert worden, wo sie zur Junkers K 47 umgerüstet wurden.
Anders als die anderen Junkersflugzeuge seit der Junkers J 2 wurde hier für die Beplankung des Rumpfes glattes Blech benutzt. Die Flächen und das Leitwerk waren weiterhin in Wellblech ausgeführt.

## Motorvarianten
- A 48b: Bristol Jupiter VII, 441 kW (600 PS)
- A 48ba: BMW Hornet, 404 kW (549 PS), wurde nur nach Limhamn geliefert
- A 48da: BMW Hornet, 404 kW (549 PS), eventuell entmilitarisierter Rückläufer einer K 47
- A 48dy: Siemens Sh 20, 397 kW (540 PS)
- A 48fi: Siemens Jupiter VI, 375 kW (510 PS)

Mit der A 48fi wurden einige Versuche gemacht. So wurde das Doppelseitenleitwerk gegen ein einfaches getauscht, es wurde ein Doppelsteuer eingebaut und schließlich wurde mit Luftbremsen für Sturzflugversuche experimentiert. (DRP 665316: „Fahrtbremse für Flugzeuge“)
Die A 48 zeigte eine für Junkers-Flugzeuge auffällig hohe Unfallrate. Mit den 16 Maschinen sind sieben Abstürze nachgewiesen worden.

## Technische Daten
| Kenngröße             | Daten                                                |
| --------------------- | ---------------------------------------------------- |
| Spannweite            | 12,40 m                                              |
| Länge                 | 8,55 m                                               |
| Höhe                  | 2,80 m                                               |
| Flügelfläche          | 22,80 m²                                             |
| Leermasse             | 1090 kg                                              |
| max. Startmasse       | 1650 kg                                              |
| Dienstgipfelhöhe      | 7500 m (Bristol-Motor)                               |
| Reichweite            | ca. 500 km                                           |
| Reisegeschwindigkeit  | ca. 220 km/h                                         |
| Höchstgeschwindigkeit | je nach Motorisierung zwischen 265 km/h und 275 km/h |